# Grundträsket (Sorsele socken, Lappland, 730497-149055)
Grundträsket är en sjö i Sorsele kommun i Lappland och ingår i Umeälvens huvudavrinningsområde. Sjön har en area på 0,125 kvadratkilometer och ligger 640,4 meter över havet. Grundträsket ligger i Vindelfjällen Natura 2000-område. Sjön avvattnas av vattendraget Grundträskbäcken.

## Delavrinningsområde
Grundträsket ingår i det delavrinningsområde (730357-149004) som SMHI kallar för Mynnar i Biellojaure. Medelhöjden är 697 meter över havet och ytan är 29,02 kvadratkilometer. Det finns inga avrinningsområden uppströms utan avrinningsområdet är högsta punkten. Grundträskbäcken som avvattnar avrinningsområdet har biflödesordning 4, vilket innebär att vattnet flödar genom totalt 4 vattendrag innan det når havet efter 397 kilometer. Avrinningsområdet består mestadels av skog (70 procent), sankmarker (13 procent) och kalfjäll (14 procent). Avrinningsområdet har 0,77 kvadratkilometer vattenytor vilket ger det en sjöprocent på 2,7 procent.